# جينارو سكوناميليو
جينارو سكوناميليو (بالإيطالية: Gennaro Scognamiglio) (24 أبريل 1987 في إيطاليا - ) هو لاعب كرة قدم إيطالي في مركز الدفاع. لعب مع نادي بارما ونادي بيروجيا ونادي بينيفينتو ونادي ساليرنيتانا ونادي كروتوني وكوسينزا كالشيو ونادي طرابنش 1905 ‏ وSSD Savoia 1908 FC ‏ وFC Neapolis ‏ ويوفي ستابيا.

## روابط خارجية
- جينارو سكوناميليو على موقع قاعدة بيانات كرة القدم.إي يو (الإنجليزية)
- جينارو سكوناميليو على موقع Soccerway.com (الإنجليزية)
- جينارو سكوناميليو على موقع عالم كرة القدم.نت (الإنجليزية)